# Velká šestka: Baymax se vrací
Velká šestka: Baymax se vrací (v anglickém originále Big Hero 6: The Series) je americký animovaný sci-fi televizní seriál produkovaný produkční společností Disney Television Animation a vytvořený tvůrci amerického animovaného seriálu Kim Possible Markem McCorklem a Bobem Schooleyem. Seriál je založený na Disney filmu z roku 2014 Velká šestka, který je založený na komiksech Big Hero 6 od Marvel Comics. Jedná se o sequel, který se odehrává po událostech filmu, a který používá tradiční ručně kreslenou animaci. První díl seriálu měl premiéru v USA 20. listopadu 2017 jako 43-minutový speciál pod názvem "Baymax Returns" na stanicích Disney XD a Disney Channel; další díly jsou vysílány od 9. června 2018 na stanici Disney Channel.
V Česku měl seriál premiéru 15. října 2018 na stanici Disney Channel.

## Obsazení

### Postavy, které se vrátily
- Ryan Potter jako Hiro Hamada[4]
- Scott Adsit jako Baymax[4]
- Jamie Chung jako GoGo Tomago[5]
- Genesis Rodriguez jako Honey Lemon[4]
- Khary Payton jako Wasabi[4]
- Brooks Wheelan jako Frederick "Fred" Frederickson IV[4]
- Maya Rudolph jako teta Cass[4]
- David Shaughnessy jako Heathcliff[4]
- Alan Tudyk jako Alistair Krei[4]
- Paul Briggs jako pan Yama
- Stan Lee jako Frederick Frederickson III / Boss Awesome[4]
- Laura Silverman jako Kreiova asistentka
- Christy Carlson Romano jako Trina[3]
- Daniel Henney jako Tadashi Hamada
- James Cromwell jako profesor Robert Callaghan / Yokai[3]

### Nové postavy
- Jenifer Lewis jako profesorka Grace Granvilleová[4]
- Andrew Scott jako Bob Aken / Obake[4]
- Haley Tju jako Karmi[4]
- John Michael Higgins jako Mini-Max[3]
- Andy Richter jako Zabírák / Slizouš (Dibbs / Globby)[4]
- Naoko Mori jako Momakase[3]
- Lucas Neff jako Noodle Burger Boy[3]
- Diedrich Bader jako Bluff Dunder;[4] Gauner Carl (Felony Carl)
- Susan Sullivan jako paní Fredericksonová,[4] Fredova matka
- Sean Giambrone jako Richardson Mole[4]
- John Ross Bowie jako Dr. Mel Meyers[4]
- Jeff Bennett jako Baron von Pára (Baron Von Steamer)
- Katy Mixon jako Barb / High Voltage
- Sophie Reynolds jako Juniper / High Voltage
- Gordon Ramsay jako Bolton Gramersi[3]
- Alton Brown jako Yum Labouché[3]
- Jon Rudnitsky jako Ned Ludd
- Rob Riggle jako Greg / Jack, šéf zločinecké skupiny Mad Jacks
- Kevin Michael Richardson jako Jack / Mad Jacks
- Kerri Kenney jako Jaq / Mad Jacks
- Patton Oswalt jako pan Sparkles
- Andy Daly jako Dr. Trevor Trengrove
- Riki Lindhome jako Wendy Wowerová
- Jeanne Sakata jako Lenore Shimamoto
- Mara Wilson jako Liv Amara[3]
- Christy Carlson Romano jako Trina
- Fred Tatjakociore jako Orso Knox

## Výroba a produkce
V březnu 2016 Disney oznámilo, že televizní seriál byl ve výrobě a bude mít premiéru v roce 2017 na stanici Disney XD. Seriál se odehráva hned po událostech filmu a je vytvořený tvůrci seriálu Kim Possible Markem McCorklem a Bobem Schooleyem a výkonními producentmi jsou Bob Schooley, Mark McCorkle a Nick Filippi.
V březnu 2016 bylo oznámeno, že Jamie Chung si zopakuje svou roli jako GoGo Tomago a v listopadu 2016 bylo odhaleno, že většina herců z filmu by si měli znovu zahrát své role, včetně Ryana Pottera, Génesis Rodríguezové, Scotta Adsita, Alana Tudyka, a Mayi Rudolphové. Khary Payton nahradil Damona Wayanse Jr. v roli Wasabiho a Brooks Wheelan nahradil T. J. Millera v roli Freda. 6. ledna 2017 stanice Disney XD vydala oficiální teaser trailer seriálu.
První řada se skládá z 25 dílů.
Dne 14. března 2017 byl seriál prodloužen o druhou řadu, která má rovněž 25 dílů.

## Řady a díly
| Řada | Díly | Premiéra v USA     | Premiéra v USA | Premiéra v ČR     | Premiéra v ČR  |
| Řada | Díly | První díl          | Poslední díl   | První díl         | Poslední díl   |
| ---- | ---- | ------------------ | -------------- | ----------------- | -------------- |
| 1    | 24   | 20. listopadu 2017 | 13. října 2018 | 15. října 2018    | 4. března 2019 |
| 2    | 25   | 6. května 2019     | 8. února 2020  | 19. července 2021 | 20. srpna 2021 |
| 3    | 10   | 21. září 2020      | 15. února 2021 | 2. října 2021     | 31. října 2021 |

## Vysílání
Díl Baymax Returns měl premiéru na stanicích Disney XD v Kanadě 20. listopadu 2017 a ve Spojenem království a Irsku 30. listopadu 2017.
Seriál měl v USA oficiálně premiéru s dvěma novými epizodami 9. června 2018 na stanici Disney Channel, další dvě díly byly vysílány 10. června 2018 a od 16. června 2018 seriál pokračuje týdenními premiérami každou sobotu až do září 2018.